# 오류가능주의
오류가능주의(Fallibilism, 중세 라틴어: fallibilis, "오류에 취약함")는 원래 명제가 결정적으로 입증되거나 정당화될 수 없더라도 받아들여질 수 있거나 지식이나 믿음 모두 확실하지 않다는 철학적 원리이다. 이 용어는 19세기 후반 미국의 철학자 찰스 샌더스 퍼스(Charles Sanders Peirce)가 토대론에 대한 대응으로 만들어낸 용어이다. 오스트리아-영국 철학자 칼 포퍼(Karl Popper)를 따르는 이론가들은 오류가능주의를 지식이 거짓으로 판명될 수 있다는 개념으로 언급할 수도 있다. 더욱이, 오류가능주의는 명제가 수정될 수 있다는 원칙인 정정주의(corrigibilism)를 암시한다고 한다. 오류가능주의는 오류불가능주의와 병치된다.

## 같이 보기
- 허무주의
- 관점주의
- 실용주의
- 개연론